# Paola Dell'Orto
Paola Dell'Orto (Milano, 20 luglio 1935) è un'attivista italiana per i diritti LGBT.

## Biografia
Nel 1957 ha sposato il quasi omonimo Domenico Dall'Orto, da cui ha avuto tre figli; uno dei quali, Giovanni Dall'Orto, nel 1976 ha rivelato alla famiglia la propria omosessualità. Dal 1978 agli anni Novanta ha svolto l'attività di counsellor presso l'ITIS "Cobianchi" di Verbania.
Nel 1991 il figlio le chiede di collaborare alla scrittura di un libro suddiviso in due parti, destinato al tema del coming out in famiglia, scrivendo la parte rivolta ai genitori. Il libro è pubblicato col titolo Figli diversi nel 1992, arrivando nel 2012 a una quinta edizione rinnovata (con il titolo Mamma, papà, devo dirvi una cosa).
Quest'esperienza la mise contatto con altri genitori di ragazze e ragazzi omosessuali, con i quali matura l'idea di fondare un'associazione di supporto per le famiglie alle prese con la medesima realtà. L'associazione viene costituita formalmente il 18 marzo 1993 a Bologna, con il nome di Agedo ("Associazione Genitori Di Omosessuali").
Paola Dell'Orto è stata presidente nazionale di Agedo dal 1993 fino al 2007, quando ha ceduto il posto a Rita De Santis; dal 2011 ne viene nominata presidente onoraria. È stata inoltre responsabile di Agedo Verbania dal 2003 al 2013.
In qualità di presidente di Agedo, nel 2000 e nel 2007 firma con il Ministero della Pubblica Istruzione e il Dipartimento per le Pari Opportunità due protocolli d'intesa per garantire "formazione e aggiornamento per docenti e dirigenti scolastici, riguardanti l'educazione al rispetto delle diversità"..
Il 1º aprile 2000, a Venezia, Paola Dell'Orto fonda inoltre (assieme alle associazioni della Gran Bretagna, della Germania, del Belgio e della Francia, e successivamente della Spagna), Euroflag, l'unione delle associazioni delle famiglie europee di omosessuali che ha lo scopo di coordinare a livello europeo il raggiungimento degli obiettivi comuni.
L'8 luglio 2015 è stata nominata da Sergio Mattarella Cavaliere della Repubblica al merito, per la sua attività svolta con Agedo.

## Opere
- Giovanni e Paola Dall'Orto, Figli diversi, Sonda, Casale Monferrato 1991. Ristampe: 1992 e 1994.
- Claudio Cipelletti (regia di), Nessuno uguale. Adolescenti e omosessualità, Provincia di Milano, Milano 1998 (più volte ristampato).
- Giovanni e Paola Dall'Orto, Figli diversi, Sonda, Casale Monferrato 1999. (Nuova edizione riveduta).
- Rita Gay Cialfi (a cura di), Atti del convegno: "Omosessualità e adolescenza. Ascolto e cultura delle differenze nei luoghi dell'educare" (Milano, 21 marzo 1998), Agedo, Milano 2000.
- Agedo, Omosessualità e compiti dell'educazione (Camera del Lavoro, Milano, 26 ottobre 2001), Edizioni Sonda, Casale Monferrato 2003, ISBN 8871063635.
- Paola Dell'Orto, La famiglia nell'esperienza della persona omosessuale, in: Vittoria Borella (cur.), Volti familiari vite nascoste: comprendere e accettare un figlio omosessuale, Franco Angeli, 2001, pp. 81-90, ISBN 9788846432353.
- Manuela Campo, Omosessualità e councelling (sic). (Estratto da Fuori dalla città invisibile a cura di Cirus Rinaldi e Claudio Cappotto, IlaPalma, Palermo 2003), Agedo Verbania, 2004.
- Agedo Verbania, Valli gay! Il bullismo, l'omosessualità e un po' di indifferenza (con il patrocinio dell'assessorato alla cultura del Comune di Verbania), 2004 (opuscolo didattico da distribuire nelle scuole, ristampato più volte).
- Paola e Giovanni Dall'Orto, Figli diversi new generation, Sonda, Casale Monferrato 2005, ISBN 887106352X.
- Claudio Cipelletti (regia di), 2 volte genitori, Agedo, Milano 2008.
- Ermanno Marogna, Paola Dell'Orto e Marco Coppola (a cura di), Nessuno è uguale a me. Corso di formazione per studentesse e studenti della Scuola superiore sulla valorizzazione delle differenze di genere e le diversità di orientamento sessuale. Relazione finale ed elaborazione dati, anni 2005/2007/2008, Agedo Verbania, Stampato in proprio, 2008.
- Paola Dell'Orto, Marco Coppola, Elena Broggi e Angelica Chiuillo (curr.), Se io fossi tu? Il bullismo omofobico nelle scuole della provincia, il racconto di studentesse e studenti, e i risultati degli interventi di prevenzione, Sonda, Casale Monferrato 2011, ISBN 9788871063638.
- Giovanni e Paola Dall'Orto, Mamma, papà: devo dirvi una cosa. Come vivere serenamente l'omosessualità. Scritto da una madre e da suo figlio, Sonda, Casale Monferrato 2012, ISBN 9788871066578. Con la supervisione del prof. Gustavo Pietropolli Charmet.